# Somerford Booths
Pour les articles homonymes, voir Somerford.
Somerford Booths est une localité anglaise située dans le comté de Cheshire.